# 塔拉贝勒
塔拉贝勒（法語：Tarabel，法語發音：[taʁabɛl]）是法国上加龙省的一个市镇，属于图卢兹区。

## 地理
塔拉贝勒（43°30'42"N, 1°40'36"E）面积7.42 平方千米，位于法国奧克西塔尼大區上加龙省，该省份为法国西南部内陆省份，西南端与西班牙接壤，自此顺时针与上比利牛斯省、热尔省、塔恩-加龙省、塔恩省、奥德省和阿列日省接壤。
与塔拉贝勒接壤的市镇（或旧市镇、城区）包括：欧兰、卡拉古德、博瓦尔堡、莫尔维尔、下穆尔维尔、普雷塞尔维尔。

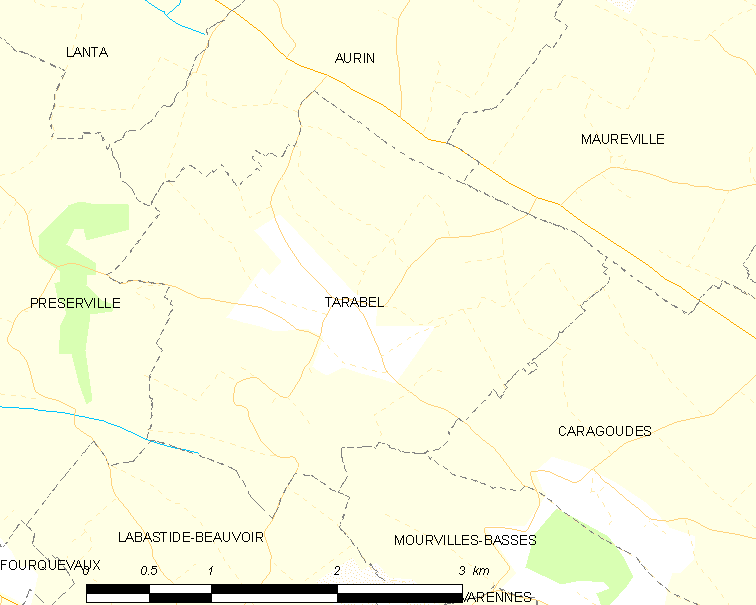
塔拉贝勒的OSM定位图

塔拉贝勒的时区为UTC+01:00、UTC+02:00（夏令时）。

## 行政
塔拉贝勒的邮政编码为31570，INSEE市镇编码为31551。

## 政治
塔拉贝勒所属的省级选区为勒韦勒县。

## 人口

1962-2008年间塔拉贝勒人口变化图示

塔拉贝勒于2022年1月1日时的人口数量为596人。